# 한국화훼종자협회
한국화훼종자협회는 화훼종자산업의 발전과 회원상호간의 권익과 복리증진을 도모 목적으로 1999년 1월 30일 설립된 대한민국 농림수산식품부 소관의 사단법인이다. 사무실은 서울특별시 서초구 반포동 19-4 BH18-1 경부고속터미널 내에 있다.

## 주요 사업
- 회원사에 관한 종자 관련 업무의 수행
- 종자에 관한 조사, 연구 및 진흥책의 조장
- 관련 단체와의 화훼 관련 사업의 교류
- 화훼 수출입 업무의 지원
- 회원사간 정보 및 자료 교류를 위한 간행물 발간 사업 및 홍보활동
- 기타 본회 목적달성을 위한 부대사업